# ملعب الرياضات الوطني (منغوليا)
ملعب الرياضات الوطني هو ملعب متعدد الاستخدام يقع في أولان باتور عاصمة منغوليا . غالبا ما يتم استخدامه لمباريات كرة القدم . يسع الملعب لجلوس 20 ألف متفرج . يعتبر الملعب الرسمي الذي يخوض فيه منتخب منغوليا مبارياته الدولية . تم بنائه في سنة 1958 .